# PulpMotion
PulpMotion ist ein Präsentationsprogramm für das Betriebssystem Mac OS X. Programmiert wurde es von der französischen Firma Aquafadas bei Montpellier, der Vertrieb der deutschen Version läuft über Application Systems Heidelberg.
Die Oberfläche der Software beinhaltet alle wichtigen Elemente (Themen, Vorschau, Medien, Parameter) und ist sehr intuitiv zu bedienen. In PulpMotion können Bilder und Filme aus den Archiven von iPhoto, iMovie, iDVD sowie eigenen Verzeichnissen eingebunden werden. Als Töne akzeptiert das Programm die Bibliotheken von iTunes und GarageBand.
Auf einer Bühne werden die verschiedenen Medien ausgewählt, ein Thema ausgesucht, diverse Parameter eingestellt, den Rest besorgt die Software. Von der Webseite des Entwicklers können regelmäßig und kostenlos weitere Themen heruntergeladen werden. Die fertigen Präsentationen werden direkt an Programme der iLife-Suite (iWeb, iDVD, GarageBand) oder Apple-Mail übergeben, als QuickTime-Film gespeichert, für den iPod konvertiert oder als Bildschirmschoner für Mac OS X gesichert.
Das Programm wurde bei der „2006 MacGeneration Trophies Ceremony“ mit dem Preis für die beste „Freeware/Shareware“ ausgezeichnet.

## PulpMotion Advanced
Seit Mai 2008 ist eine erweiterte Version mit dem Namen PulpMotion Advanced erhältlich, die von den grafischen Möglichkeiten von Mac OS X 10.5 Gebrauch macht, aber auch unter OS X 10.4 läuft

Das Programm hat eine völlig neue Oberfläche, gestattet unter anderem das Definieren einzelner Bereiche aus eingebetteten Bildern (die dann animiert werden), hat einen erweiterten Mediabrowser und enthält einen eigenen Editor für die Audiospuren.